# Monanchora clathrata
Monanchora clathrata är en svampdjursart som beskrevs av Carter 1883. Monanchora clathrata ingår i släktet Monanchora och familjen Crambeidae. Inga underarter finns listade i Catalogue of Life.